# 卡爾·魏森貝格
卡爾·魏森貝格（德語：Karl Weissenberg；1893年6月11日—1976年4月6日）是一名奧地利物理學家，知名於流變學和結晶學等領域的貢獻。魏森貝格效應和魏森貝格數等皆是以他之名命名的。他發明了用於研究晶體X射線衍射的測角儀，並由此獲得1946年英國物理學會的杜德爾勳章和獎金（今嘉寶勳章和獎金）。他亦發明了「魏森貝格流变仪」。歐洲流變學協會以他的榮譽提供了一名為「魏森貝格獎」之獎項。
魏森貝格出生於奧地利維也納，並逝世於荷蘭海牙。他曾於維也納大學、柏林大學和耶拿大學等主修數學。他曾提出對稱群、張量和矩陣環等理論，隨後將數學和實驗應用於結晶學、流變學和醫藥科學等。

## 延伸閱讀
- Publications of Karl Weissenberg (K.W.) and Collaborators
- Churchill Archives Centre（页面存档备份，存于） The Papers of Karl Weissenberg (with brief biography)